# Scarpette rosse
Scarpette rosse (The Red Shoes) è un film del 1948 diretto da Michael Powell e Emeric Pressburger.
Il film è stato presentato in concorso alla 9ª Mostra del cinema di Venezia.
Nel 1999 il British Film Institute l'ha inserito al nono posto della lista dei migliori cento film britannici del XX secolo.

## Trama
Al Covent Garden di Londra è in programma la prima di un nuovo balletto, Il cuore di fuoco, portato in scena dalla famosa compagnia di Boris Lermontov. Decine e decine di studenti, in fila da ore davanti all'entrata del teatro, premono per entrare in anticipo e assicurarsi così i posti migliori del loggione.
Le porte finalmente si aprono e nella folla che invade le scale ci sono il giovane compositore Julian Craster e due suoi compagni di studi. I ragazzi sono particolarmente ansiosi di ascoltare le musiche scritte per il balletto dal professor Palmer, celebre compositore e loro insegnante all'accademia. Lo spettacolo inizia ma per Julian esso si rivela ben presto un'amara sorpresa: scopre infatti che il maestro Palmer ha utilizzato alcune sue composizioni per completare la musica del balletto. Affranto e deluso, Julian lascia il teatro per andare a scrivere una lettera a Lermontov nella quale dice di essere il vero autore di gran parte delle musiche del Cuore di fuoco.
Dopo lo spettacolo Boris Lermontov e il professor Palmer si recano a casa di Lady Neston, una nota protettrice di artisti. Lermontov, che ha una vera e propria avversione per i dilettanti, si rifiuta di assistere a un'esibizione di danza della signorina Vicky Page, nipote della sua ospite; poco dopo, quando la incontra di persona, ne rimane però affascinato e decide di invitarla alle prove della sua compagnia. La mattina seguente riceve in albergo la visita di Julian, che vorrebbe farsi restituire la lettera. Lermontov, intuito il talento del giovane musicista, lo assume come aiuto direttore per l'orchestra e chiede anche a lui di presentarsi in teatro per le prove del Cuore di fuoco.
Arrivati al Covent Garden, Julian e Vicky non sembrano più suscitare tanto interesse in Boris Lermontov, il quale in realtà, se pur con distacco, ne sta studiando attentamente le doti e il carattere; assisterà infatti a una prova mattutina di Julian con l'orchestra restando nascosto nell'ombra di un palco, poi si recherà in un piccolo teatro di periferia per guardare Vicky mentre balla nel Lago dei cigni.
I due ragazzi partono con la compagnia per proseguire la tournée, durante la quale accade però una cosa imprevista: la prima ballerina, Irena Boronskaja, annuncia di essere fidanzata e di volersi sposare. Boris Lermontov è fortemente contrariato, non tanto perché Irena lascerà la compagnia e bisognerà provvedere a sostituirla, quanto per il fatto che gli è impossibile concepire una grande artista innamorata di un uomo e della danza allo stesso tempo. Decide perciò di affidare la parte di prima ballerina a Vicky ma per il momento non ne parla a nessuno, e tanto meno a lei; alla ragazza vuole piuttosto far capire subito come la pensi riguardo alle aspiranti artiste che si abbandonano alle incerte gioie dell'amore. Prima della partenza per Montecarlo Lermontov chiede a Julian di rivedere la partitura di un nuovo balletto, Scarpette rosse, tratto da una fiaba di Hans Christian Andersen in cui si narra di una fanciulla che danza fino alla morte dopo aver calzato delle scarpette magiche.
La compagnia arriva a Montecarlo e Lermontov, senza neppure averla prima avvertita, presenta Vicky al direttore del teatro lasciando intendere che sarà lei la nuova stella dei prossimi spettacoli. Successivamente, in una splendida villa sulle colline della costa mediterranea, Lermontov comunica ufficialmente a Vicky la sua decisione di farle interpretare Scarpette rosse. Lo stesso giorno riceve da Julian non una revisione della partitura già esistente bensì delle musiche originali per il nuovo balletto.
Iniziano le prove. I collaboratori di Lermontov (il direttore d'orchestra Livy, il coreografo e ballerino Grischa, lo scenografo Ratov, il primo ballerino Ivan) non sono molto convinti delle qualità artistiche di Vicky e la sottopongono a un duro lavoro; Lermontov, da parte sua, è più che sicuro del successo e incoraggia tutti ad aiutare la ragazza, compreso Julian, che le suonerà le musiche del balletto durante le pause per i pasti e le imporrà di seguire in tutto e per tutto i ritmi della sua composizione.
Arriva la sera della prima, gli artisti della compagnia sono molto agitati perché niente sembra andare per il verso giusto, ma Lermontov, con il suo perfetto autocontrollo, risolve ogni problema. Prima di salire sul podio Julian tranquillizza Vicky dicendole di danzare liberamente: sarà lui ad andarle dietro col tempo giusto. Il balletto ottiene un successo strepitoso, il pubblico applaude ancora prima della fine e il giorno dopo Lermontov è letteralmente assediato dagli ammiratori e dai giornalisti. La compagnia prosegue così la sua trionfale tournée in tutta Europa con Vicky come prima ballerina e Julian come compositore.
Una sera, durante la festa di compleanno di Grischa, Boris Lermontov nota la mancanza tra gli invitati delle sue due giovani scoperte e chiestane la ragione apprende da Grischa e dagli altri che i ragazzi si amano e si sono fidanzati. Stavolta Lermontov diviene furibondo, costringe Julian ad andarsene e non riesce a impedire che Vicky lo segua, sebbene ciò voglia dire privare nuovamente la compagnia della sua prima ballerina. A Parigi Boris Lermontov ritrova però Irena, che insoddisfatta del matrimonio vuole riprendere a danzare.
Passa un po' di tempo. Julian ha finito di comporre un'opera lirica, Vicky ha danzato qualche volta per altre compagnie e Lermontov nutre segretamente il desiderio di riaverla con lui per mettere di nuovo in scena Scarpette rosse. Informato dal suo maggiordomo che la ragazza è a Montecarlo con la zia per una breve vacanza, Boris Lermontov la raggiunge su un treno e la convince a rientrare nella sua compagnia di ballo proprio nei giorni in cui a Londra si terrà la prima dell'opera di Julian.
Tutto ormai è pronto per una nuova rappresentazione del famoso balletto ma, poco prima che inizi l'ouverture, Julian si presenta nel camerino di Vicky e le dice che non ha esitato a lasciare il suo podio di direttore per raggiungerla e portarla via con sé; quindi le promette che d'ora in avanti potrà ballare ovunque purché non sia con la compagnia di Lermontov. Arriva anche Boris, il quale avverte la ragazza: se vorrà andarsene sarà per sempre, non ballerà più Scarpette rosse e non diverrà mai una grande artista. Vicky è sconvolta, vorrebbe restare con Julian e continuare la sua carriera di ballerina con Lermontov, però sa bene che non potrà mai ottenere tutte e due le cose assieme. La ragazza, pur ripetendo tra le lacrime di non saper prendere una decisione, rimane con Boris e a Julian non resta che andarsene dopo averle dato un ultimo bacio. Vicky allora si avvia verso il palco con indosso le scarpette rosse; ma da queste sembra sprigionarsi un potere misterioso che la costringe a fuggire dal teatro e a gettarsi da una balconata soprastante la ferrovia.
Lermontov, quasi sopraffatto dal dolore, annuncia al pubblico del teatro che Victoria Page non danzerà mai più. Il balletto si terrà ugualmente, perché così avrebbe voluto anche lei, ma senza sostituzioni: durante lo spettacolo un riflettore illuminerà il posto vuoto della prima ballerina. Fuori, intanto, Julian rimane accanto a Vicky morente. Come ultima cosa lei gli chiede di toglierle le scarpette rosse ripetendo così il medesimo gesto compiuto dal suo personaggio nella scena finale del balletto.

## Produzione
Il produttore Alexander Korda già dall'inizio aveva in mente un film dedicato al famoso ballerino ballerino Vaslav Nijinsky. Il progetto non vide mai la luce ma negli anni quaranta pensava ad un film dedicato al mondo del balletto in cui la protagonista sarebbe stata la sua futura moglie Merle Oberon doppiata però da una professionista nelle scene del ballo. Anche in questo caso non se ne fece nulla ma dopo qualche Michael Powell convinse il collega Emeric Pressburger a comprare i diritti per avere piena libertà creativa sul progetto.
Una delle prime decisioni prese dai registi fu quella di puntare su ballerini che sapessero recitare piuttosto che puntare su attori che potessero ballare. Per creare maggiore affiatamento sul set e per ottenere una migliore resa nelle scene del balletto decisero di creare un vera e propria compagnia di danza con molti ballerini provenienti dal Royal Ballet.  
La protagonista del film era riluttante ad accettare la parte tanto che trascorse un anno prima che lei desse il suo consenso. Dopo aver letto la sceneggiatura, infatti, la ballerina temeva che questo lavoro potesse danneggiare la sua carriera; inoltre non trovava affatto realistica la rappresentazione del mondo della danza.

## Manifesti e locandine
La realizzazione dei manifesti per l'Italia fu affidata al pittore cartellonista Anselmo Ballester di Roma.

## Riconoscimenti
- 1949 - Premio Oscar
  - Migliore scenografia a Hein Heckroth e Arthur Lawson
  - Miglior colonna sonora a Brian Easdale
  - Candidatura Miglior film alla J. Arthur Rank Archers Production
  - Candidatura Miglior soggetto a Emeric Pressburger
  - Candidatura Miglior montaggio a Reginald Mills
- 1949 - Golden Globe
  - Miglior colonna sonora a Brian Easdale
- 1949 - Premio BAFTA
  - Candidatura Miglior film
- 1948 - Festival di Venezia
  - Candidatura Leone d'Oro a Michael Powell e Emeric Pressburger
- 1948 - National Board of Review Award
  - Migliori dieci film